# Соколы России
«Соколы России» — авиационная группа высшего пилотажа Военно-воздушных сил России, созданная в 2006 году на базе Липецкого авиацентра. Группу до 2015 года возглавлял заслуженный военный лётчик России, генерал-майор А. Н. Харчевский. Ныне возглавляет заслуженный военный лётчик России, полковник А. И. Гостев.
Единственная пилотажная группа в мире, которая на боевых самолётах демонстрирует элементы ближнего меневренного воздушного боя на малых высотах. Кроме воздушного боя, «Соколы России» демонстрируют одиночный пилотаж, комплекс фигур высшего пилотажа, в который входят «петля Нестерова», «ракушка», «вираж», «роспуск» и ряд других. Полёты осуществляются на минимальных интервалах и дистанциях. За годы выступлений пилотаж выполнялся на самолётах, базирующихся в Липецком авиацентре: Су-27, Су-30, Су-34, Су-35C, МиГ-29, Су-25. По состоянию на 2021 год на вооружении группы стоят самолёты Су-30СМ.

## История
Пилотажная группа создана в 2006 году на базе Липецкого авиацентра с целью исследования и демонстрации боевых возможностей выпускаемых в России военных самолётов.
Липецкие асы демонстрировали своё мастерство в небе Франции, Норвегии, Казахстана, Киргизии, Республики Беларусь, международной выставке вооружения и военной техники «Нижний Тагил» в 2006, 2008, 2009 и 2011 годах.
В 2007, 2009, 2011, 2013 годах группа выступала на самолётах Су-27, Су-30 и Су-34 на Международном авиакосмическом салоне «МАКС» в Жуковском.
В 2012 году «Соколы России» выступили в небе над Тамбовом.
В 2015 году «Соколы России» показали своё выступление в составе из четырёх самолётов на 10 военном патриотическом празднике «ОТКРЫТОЕ НЕБО» проходившем в городе Иваново на аэродроме «Северный». Это было уж второе выступление пилотажной группы в городе Иваново, в 2014 году «Соколы России» также принимали участие в военном патриотическом празднике «ОТКРЫТОЕ НЕБО» в составе группы из шести самолётов, одиночный пилотаж с исполнением фигур высшего пилотажа продемонстрировал генерал-майор авиации Александр Харчевский.
В том же 2015 году выступили на шоу «Авиамикс» и конкурсе «Авиадартс» Международных Армейских Игр, проходивших на полигоне Дубровичи (Рязанская Область), построенном специально для этих игр.
20 мая 2016 года «Соколы России» в составе четырёх самолётов выступили на центральной набережной города Камышин, Волгоградской области, в честь празднования 100-летия лётчика-героя Алексея Маресьева в рамках акции «Военная служба по контракту — Твой выбор!»
20 августа 2016 года «Соколы России» выполнили сложную программу группового пилотажа на малой и сверхмалой высоте на авиашоу в г. Хабаровске в честь 75-летия образования 11 армии ВВС и ПВО.
В 2017 и 2019 годах пилотажная группа «Соколы России» являлась участником авиасалона МАКС, также с 2015 года «Соколы России» выступали на военно-техническом форуме «Армия».
В 2017 году «Соколы России» впервые показали на МАКСе демонстрацию воздушного боя на малых высотах.

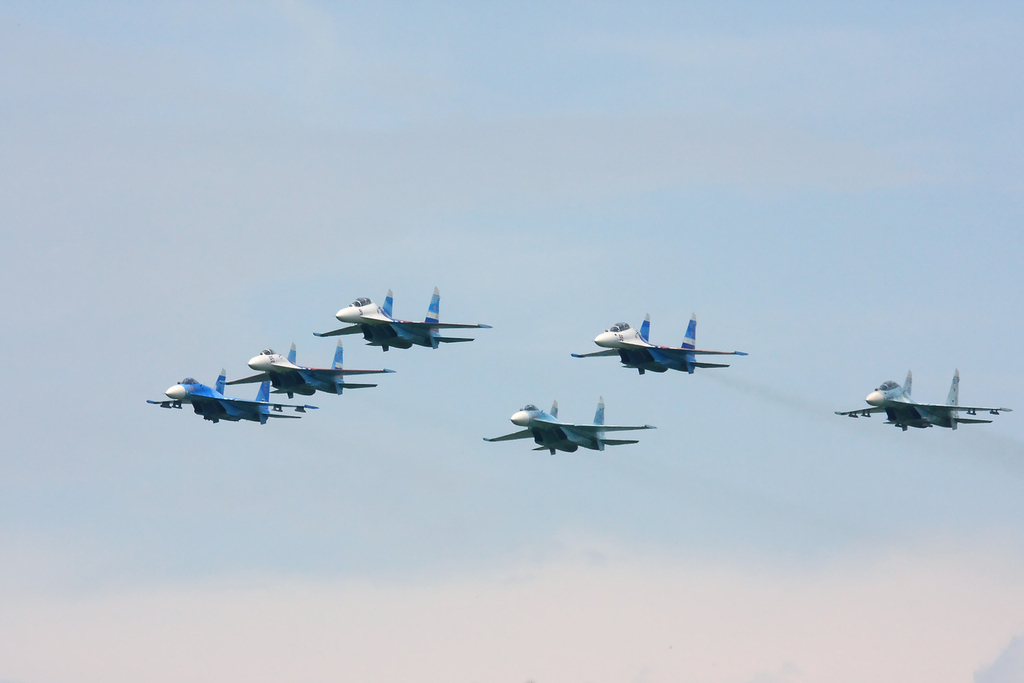
Соколы России во время выступления в г. Тамбов, 2008 г.
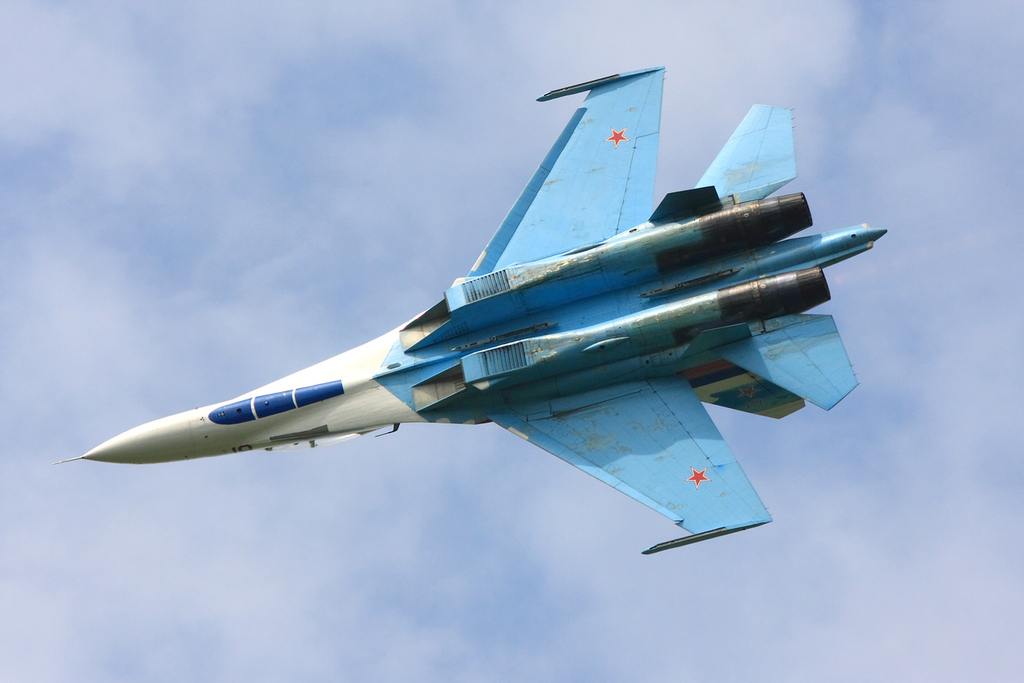
Сольный пилотаж во время выступления в г. Тамбов, 2008 г.
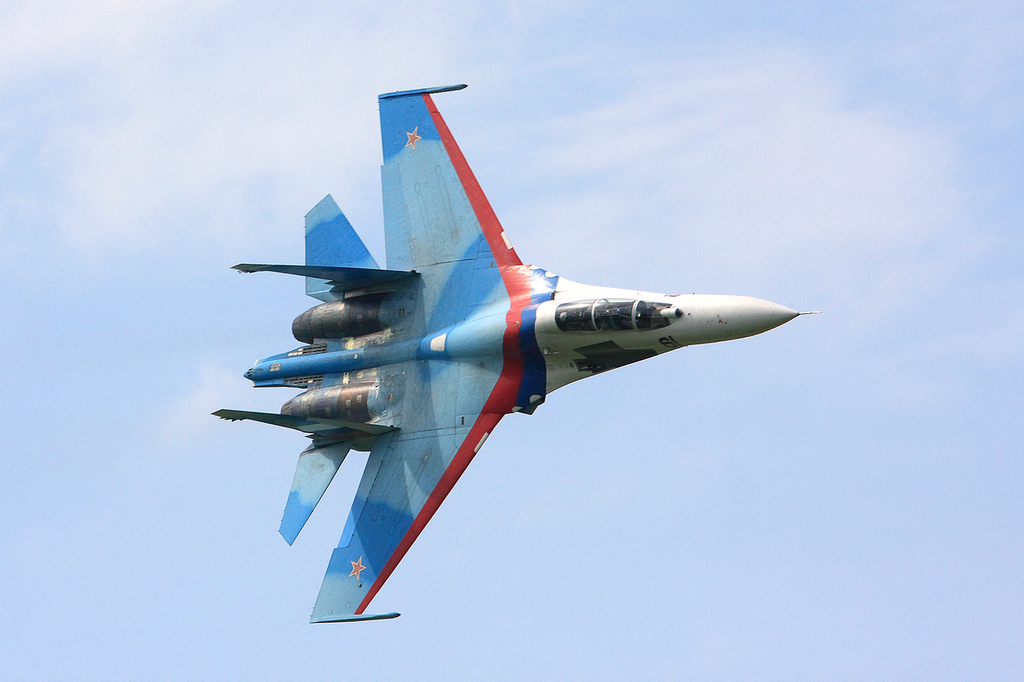
Сольный пилотаж во время выступления в г. Тамбов, 2008 г.
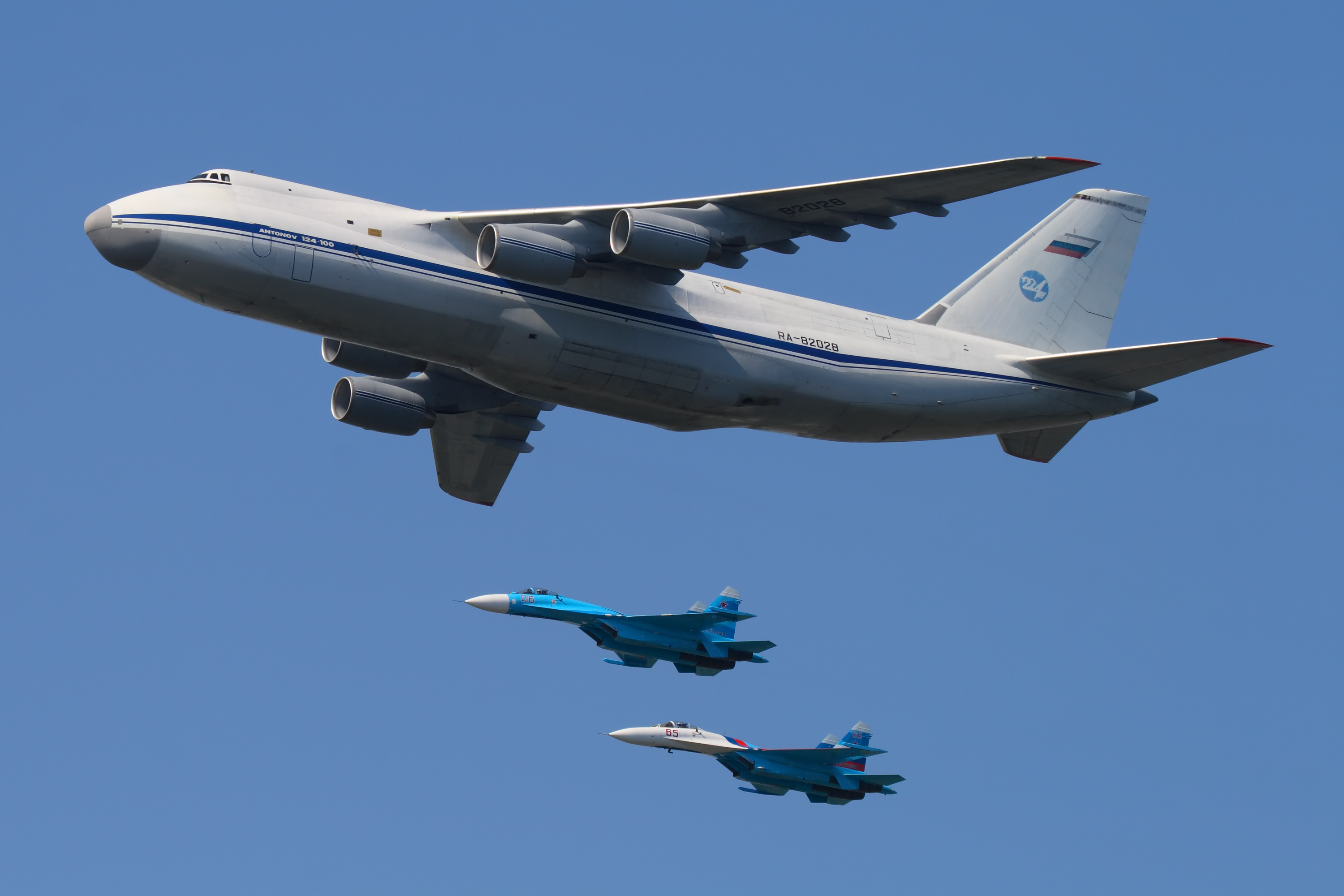
Ан-124 «Руслан» в сопровождении «Соколов России» над Красной площадью, 9 мая 2010 г.

В 2019 году пилотажная группа «Соколы России» выступила на авиасалоне МАКС на самолётах Су-35С, на которых в дальнейшем и планирует выступать группа.
На сегодняшний день «Соколы России» на новейших истребителях Су-35С являются единственной в своём роде пилотажной группой, которая показывает на боевых самолётах тактические приёмы ближнего воздушного боя на малых высотах в ограниченном пространстве. Штурмовик Су-25 демонстрирует тактические приёмы, применяемые при атаках наземных целей, и противоракетные манёвры.
Кроме элементов воздушного боя, «Соколы России» демонстрируют комплекс фигур высшего пилотажа в групповом порядке «Ромб» (петля Нестерова, ракушка, вираж, роспуск), а также одиночный пилотаж.

## Состав
|                                         |                                 |                                             |                                            |                                            |
| Генерал-майор А. Н. Харчевский, ведущий | Полковник А. И. Гостев, ведущий | Подполковник Ю. И. Спрядышев, левый ведомый | Подполковник А. В. Сорокин, правый ведомый | Подполковник Д. А. Заев, хвостовой ведомый |

В разные году в пилотажную группу «Соколы России» входили:
- Генерал-майор авиации Александр Харчевский — начальник Государственного центра подготовки авиационного персонала и войсковых испытаний МО РФ, ведущий группы, Заслуженный военный лётчик России, с 2015 года — уволен в запас по достижении предельного возраста нахождения на военной службе;
- Полковник Александр Гостев — ведущий группы, лётчик-снайпер, лётчик-исследователь, Заслуженный военный лётчик России;
- Подполковник Юрий Спрядышев — экс-левый ведомый, Заслуженный военный лётчик России, лётчик-исследователь, лётчик-снайпер[4];
- Подполковник Андрей Сорокин — экс-правый ведомый, лётчик-снайпер;
- Подполковник Дмитрий Заев — командир авиационной эскадрильи авиагруппы, военный лётчик первого класса, экс-хвостовой ведомый;
- Капитан Виталий Сорокин - командир авиационного звена, военный лётчик второго класса, правый ведомый;
- Майор Фёдор Черненко-штурман полка(программист), военный лётчик первого класса - экс-хвостовой ведомый.

На данный момент (2021 год) пилотажная группа "Соколы России" выступает в составе четырёх самолётов. Список личного состава лётчиков, выступающих в группе:
- командир группы заслуженный военный лётчик России, лётчик снайпер,  полковник Александр Гостев
- левый ведомый военный лётчик первого класса, майор Анатолий Сопин
- правый ведомый военный лётчик первого класса, майор Артём Жуков
- хвостовой ведомый военный летчик первого класса, подполковник Денис Погодин